# Cine Bijou-Theatre
Cine Bijou-Theatre foi a primeira sala de cinema da cidade brasileira de São Paulo. Fundada em 1907 pelos empresários Francisco Serrador e Antônio Gadotti, proprietários da empresa Richebourg, o local se tornou ponto de encontro da alta sociedade paulistana.

## Fundação
O  Cine Bijou-Theatre foi a primeira sala de cinema paulistana, aberta ao público em 16 de novembro de 1907. Alguns teatros e salões faziam exibições de filmes, mas nenhum deles se dedicava exclusivamente à projeção cinematográfica, eram espaços arrendados por ambulantes. Estava localizada na rua São João (atual Avenida São João), em terreno arrendado da Companhia Antarctica Paulista, e tinha capacidade para quatrocentas pessoas. Anteriormente, no mesmo endereço, funcionava um boliche, inaugurado em 1898, que se transformou em teatro anos depois, chamado Eden Teatro.
O antigo teatro foi adaptado para se transformar em cinema pelos empresários Francisco Serrador e Antônio Gadotti, em seu interior existia um pequeno bar. Foi ampliado em seu tamanho para oferecer capacidade de oitocentas pessoas, mas sua duração foi curta, pois em 1914 o cinema foi demolido para a reforma do Vale do Anhangabaú e da Avenida São João.
O empreendimento tornou Francisco Serrador em um empresário do setor do entretenimento, que chegou a ter trinta e cinco unidades.

## Exibições
Os filmes exibidos vinham, em sua maioria, da Europa, e uma pequena parte dos Estados Unidos, tinham curta duração, de geralmente dez minutos. As sessões costumavam ter cinco filmes na sequência. No momento da exibição, uma banda composta por seis membros executava a trilha sonora ao vivo. De segunda a sexta o cinema iniciava a sessão às 18h30, e de domingo em dois horários, às 13h30 e 19h30.